# 多輪絕對多數制
多輪絕對多數制（Exhaustive ballot）是投票制度來選出一個優勝者。在多輪絕對多數制下，選民為他們選擇的候選人投一票。但是，如果沒有候選人獲得多數票的支持，則票數最少的候選人將被淘汰，並進行下一輪投票。這個過程會根據需要重複多次，直到一個候選人獲得多數票為止。